# LTE-Modem

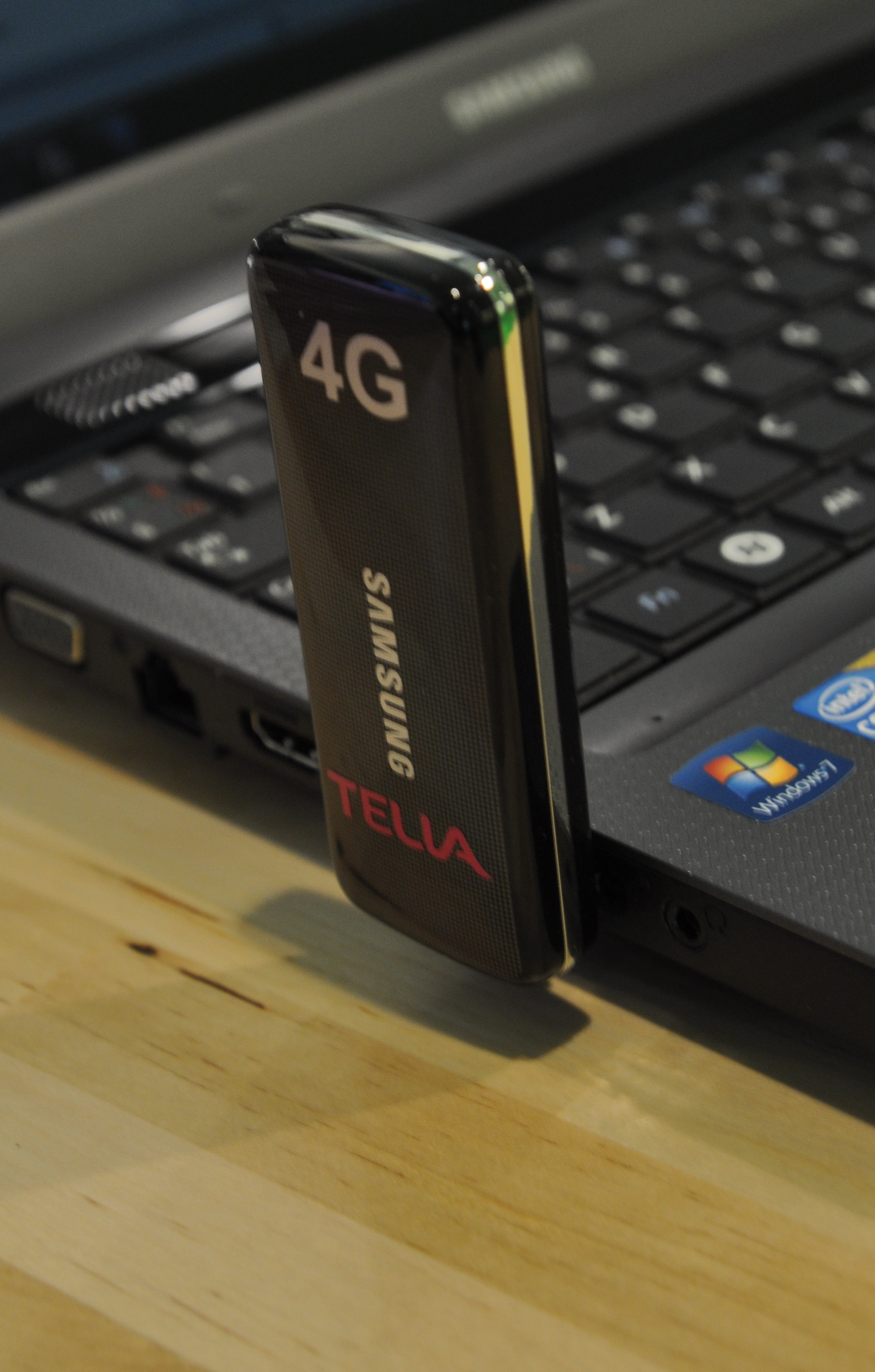
Mobiles Internet per LTE-USB-Stick

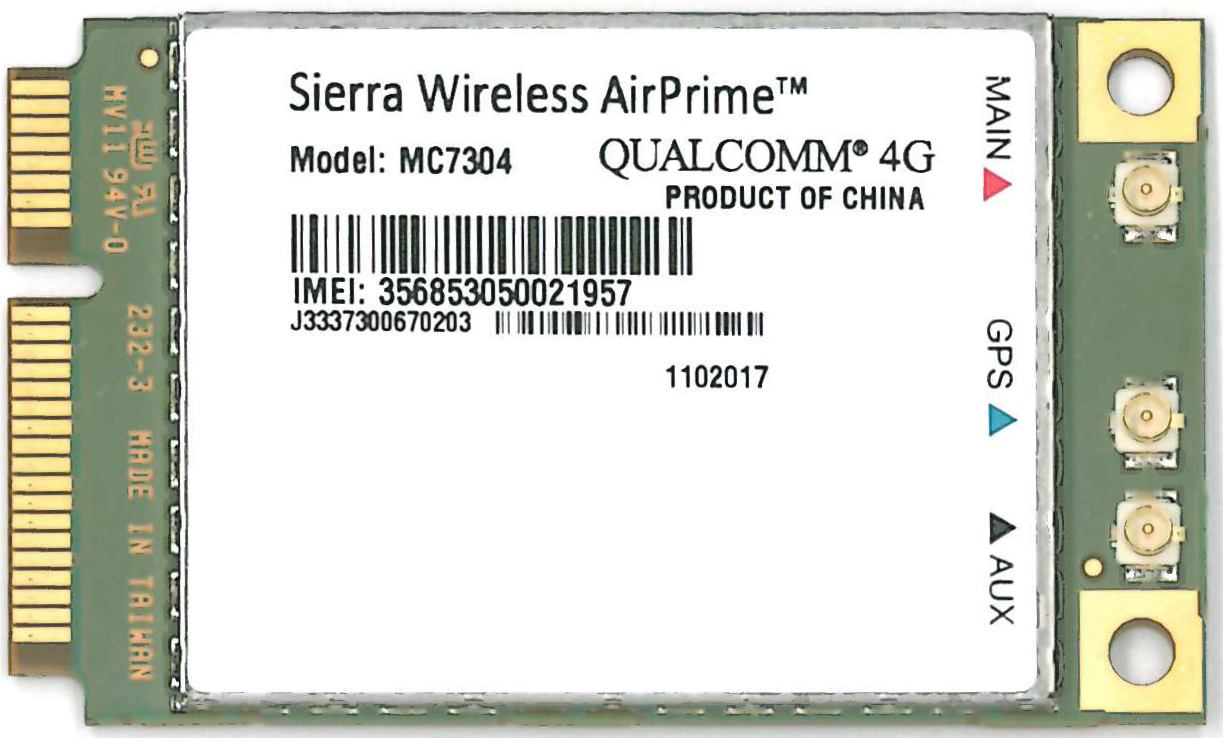
LTE/4G-PCIe-Modul von Qualcomm

Ein LTE-Modem  ist ein Peripheriegerät, das mit Hilfe einer SIM-Karte eine Verbindung zwischen einem Computer und dem Internetdienstanbieter unter Nutzung des LTE-Mobilfunknetzes herstellt. Es ist technologischer Nachfolger des UMTS-Modems.

## Allgemein
In einigen Notebooks ist ein LTE-Modem in Form eines PCIe-Moduls vorhanden. Externe LTE-Modems sind als USB-Sticks („LTE-Stick“ oder „LTE-Surfstick“), als mobile WLAN-Router (z. B. Telekom Speedbox LTE mini) oder als stationäre Router (z. B. FRITZ!Box) verfügbar.
LTE-Modems werden üblicherweise direkt mit dem Notebook verbunden. Manche DSL-Router können nicht mit LTE-Modems ergänzt werden (anders, als das mit UMTS-Modems möglich war), da viele LTE-Sticks keine Modem-Firmware eingerichtet haben, sondern nur eine Router-Firmware, die vom DSL-Router nicht angesprochen werden kann.
Die Geschwindigkeit hängt von der Netzverfügbarkeit, der Verbindungsqualität und dem vereinbarten Tarif ab. Theoretisch sind zurzeit bis 150 MBit/s downstream und 50 MBit/s upstream möglich.
Die meisten LTE-Modems beherrschen auch die Vorgängerstandards (GSM und UMTS).
Damit auch in Regionen mit schwächerem Mobilfunksignal der Betrieb eines LTE-Modems möglich ist, verfügen viele Geräte über SMA- oder TS-9-Anschlüsse, um externe Antennen anschließen zu können. Vor allem Richtantennen liefern bei genauer Ausrichtung auf den richtigen Mobilfunkmasten einen deutlichen Signalgewinn.

## USB-Modelle

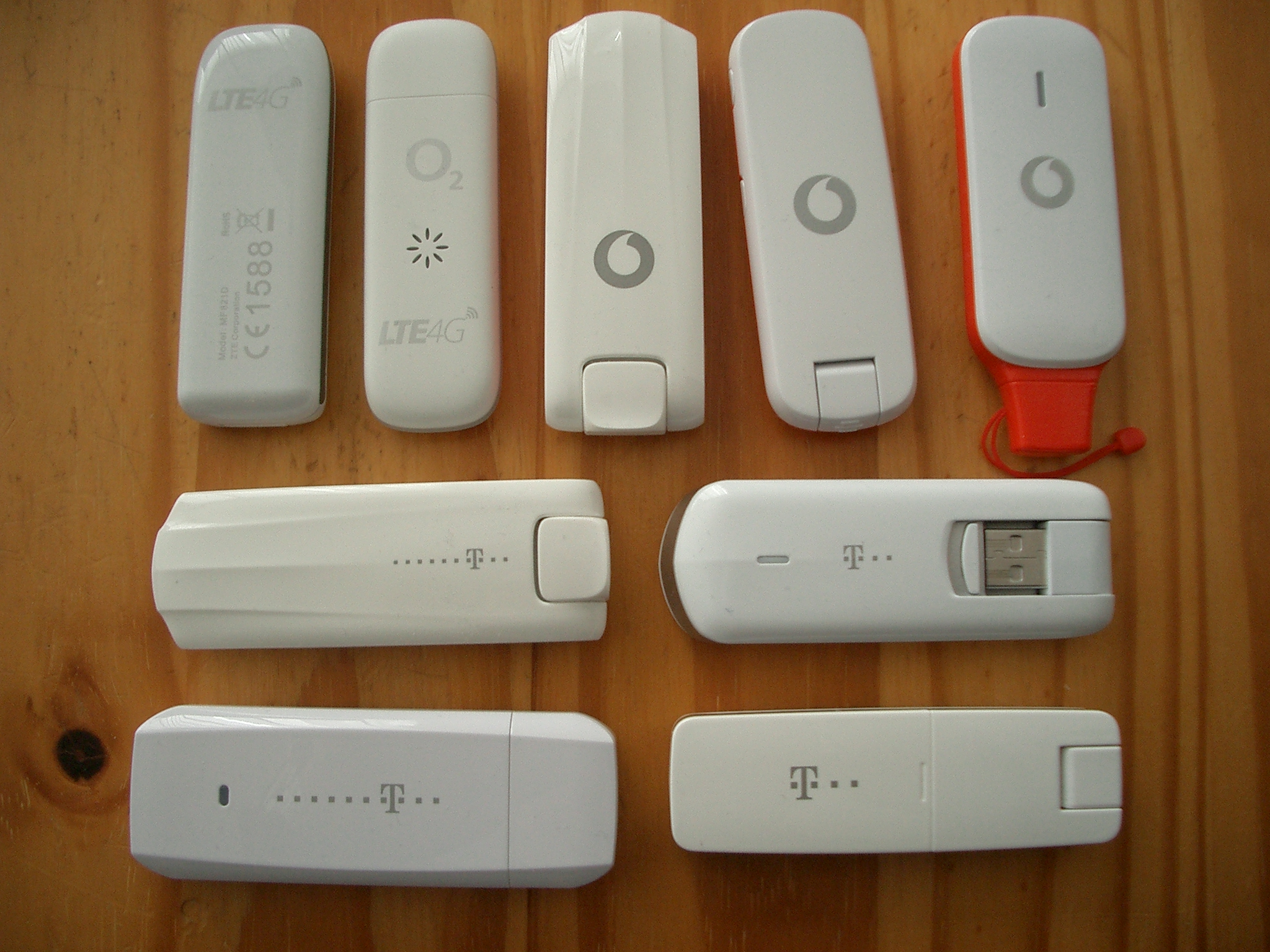
LTE-USB-Sticks von Telefónica, Vodafone und der Deutschen Telekom

LTE-Modems in Form von USB-Sticks werden in Deutschland hauptsächlich von den Mobilfunkanbietern Telefónica, Vodafone und der Deutschen Telekom unter eigenem Namen vertrieben. Die eigentlichen Hersteller sind Huawei, ZTE und Alcatel. Daneben gibt es u. a. Modelle von Huawei (unter eigenem Namen) oder Geräte von 4G-Systems oder Option.
Viele Geräte basieren auf Chips von Qualcomm.
Die Geräte haben in der Regel passende Treiber und Software zur Verbindungssteuerung für Windows und Mac OS X dabei. Für Linuxsysteme sind entsprechende Kernelmodule und Software (ModemManager/NetworkManager) vorhanden. Anders als bei den 3G-Sticks, die üblicherweise mit allen dafür vorgesehenen Routern funktionieren, ist bei LTE-Sticks häufig eine Firmware eingerichtet, die zwar am Computer eine einfache Einrichtung ermöglicht, aber von Routern nicht angesprochen werden kann.
Eine Auswahl von in Deutschland vertriebenen LTE-USB-Sticks befindet sich in der folgenden Tabelle. Alle hier aufgelisteten Geräte sind simlockfrei und arbeiten mit Mini-SIM. Ein „Nein“ bei der IPv6-Unterstützung spiegelt lediglich die offiziellen Quellen (Herstelleraussagen, Datenblatt) wider. Die Geräte können aber trotzdem IPv6-fähig sein.
| Name                              | Hersteller         | microSD | Anschluss für externe Antenne | stellt WLAN-Hotspot zur Verfügung | IPv6-Unterstützung | klappbarer USB-Anschluss | Verkaufsstart |
| --------------------------------- | ------------------ | ------- | ----------------------------- | --------------------------------- | ------------------ | ------------------------ | ------------- |
| 1und1 Mobile WLAN-Router ZTE MF79 | ZTE                | Ja      | Nein                          | Ja                                | Ja                 | Nein                     | 2015          |
| Telekom Speedstick LTE V          | Huawei             | Ja      | Ja                            | Nein                              | Nein               | Nein                     | 2014          |
| Vodafone W5101                    | Huawei             | Ja      | Ja                            | Ja                                | Ja                 | Ja                       | 2014          |
| O₂ ZTE MF823                      | ZTE                | Ja      | Ja                            | Nein                              | Ja                 | Nein                     | 2014          |
| Telekom Speedstick LTE IV         | Alcatel/TCT Mobile | Ja      | Nein                          | Ja                                | Ja                 | Ja                       | 2013          |
| Vodafone K5150 LTE USB Stick      | Huawei             | Ja      | Ja                            | Nein                              | Nein               | Nein                     | 2013          |
| Telekom Speedstick LTE III        | Huawei             | Ja      | Ja                            | Nein                              | Nein               | Ja                       | 2013          |
| Telekom Speedstick LTE II         | Alcatel/TCT Mobile | Ja      | Nein                          | Nein                              | Nein               | Nein                     | 2012          |
| Vodafone K5006-Z                  | ZTE                | Ja      | Ja                            | Nein                              | Nein               | Ja                       | 2012          |
| O₂ Surfstick LTE 4G (MF821D)      | ZTE                | Ja      | Ja                            | Nein                              | Nein               | Ja                       | 2012          |
| Vodafone K5005                    | Huawei             | Ja      | Ja                            | Nein                              | Nein               | Ja                       | 2012          |
| Telekom Speedstick LTE            | Huawei             | Ja      | Ja                            | Nein                              | Nein               | Ja                       | 2011          |

## LTE-Router

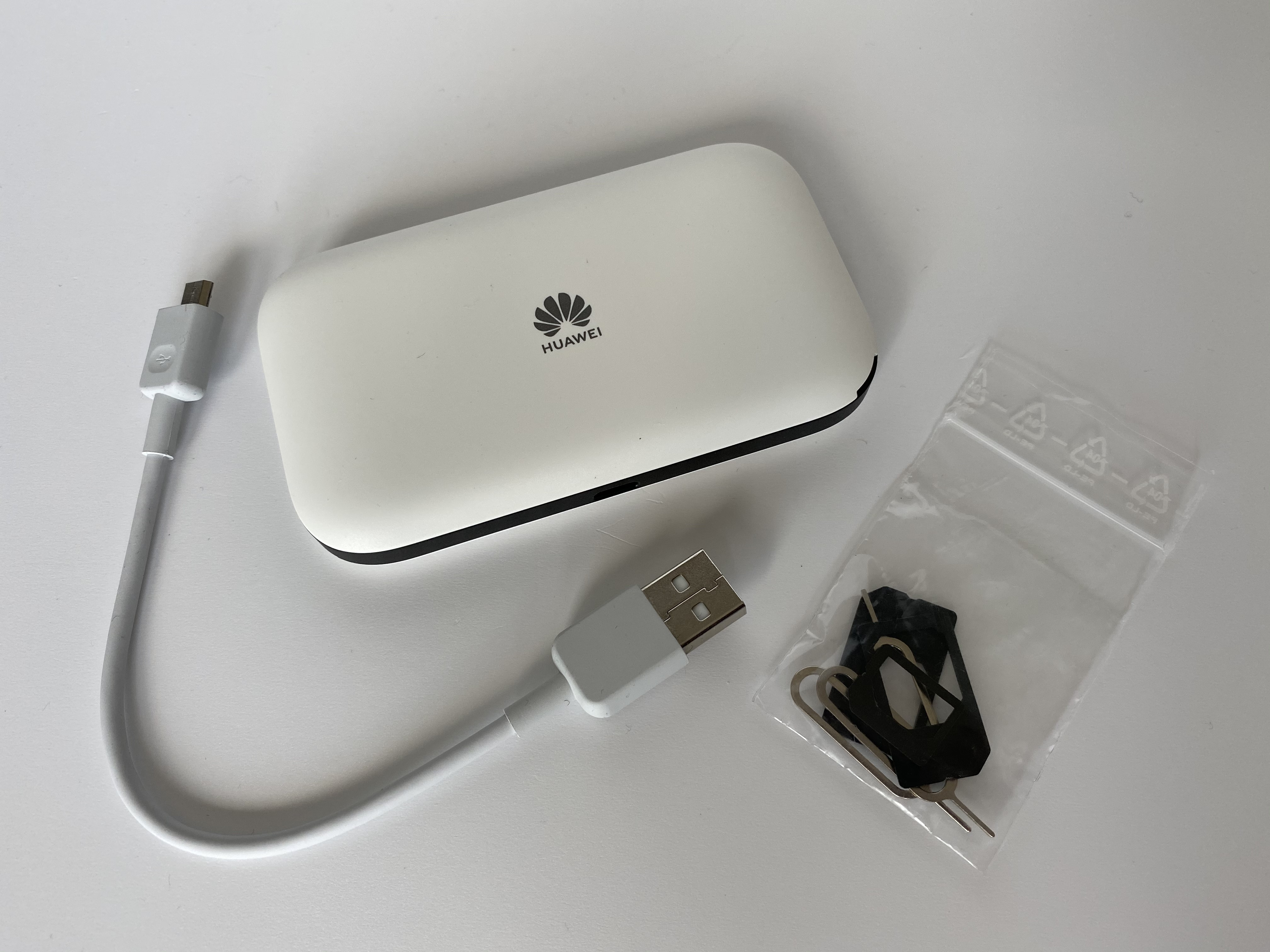
Huawei E5576 LTE-Router

LTE-Router unterscheiden sich von LTE-Sticks in der Form, dass sie oft eine leistungsfähigere Hardware verbaut haben, mehr Funktionen bieten und über eine eigene Stromversorgung verfügen. Im Vergleich zu LTE-Sticks können LTE-Router als eigenständige Geräte betrieben werden und müssen nicht zuvor per USB an einen Computer angeschlossen werden. LTE-Router verfügen ebenfalls über einen Slot zur Aufnahme einer SIM-Karte. Die Internetverbindung der verwendeten SIM-Karte wird von einem LTE-Router per WLAN an weitere Geräte bereitgestellt. Einige LTE-Router bieten zusätzlich die Möglichkeit, Geräte auch über einen RJ45-Anschluss per Netzwerkkabel zu verbinden. Es existieren LTE-Router für den mobilen Einsatz, die über einen eingebauten Akku verfügen und ohne einen Stromanschluss betrieben werden können.
Eine Auswahl von in Deutschland vertriebenen LTE-Routern befindet sich in der folgenden Tabelle.
| Name           | Hersteller | stellt WLAN-Hotspot zur Verfügung | IPv6-Unterstützung | Eingebauter Akku |
| -------------- | ---------- | --------------------------------- | ------------------ | ---------------- |
| E5576          | Huawei     | Ja                                | Nein               | Ja               |
| Nighthawk M1   | Netgear    | Ja                                | Ja                 | Ja               |
| HH40           | Alcatel    | Ja                                | Ja                 | Nein             |
| TL-MR6400      | TP-Link    | Ja                                | Ja                 | Nein             |
| Fritz!Box 6820 | AVM        | Ja                                | Ja                 | Nein             |
| B535           | Huawei     | Ja                                | Ja                 | Nein             |
| M7350          | TP-Link    | Ja                                | Ja                 | Ja               |

## Alternativen
Als Alternative zu einem LTE-Modem kann die Internetverbindung über ein Mobiltelefon (siehe Tethering, Hotspot) oder einen mobilen WLAN-Hotspot (MiFi) hergestellt werden.